# Дрогичин
Дрогичин (на беларуски: Драгічын; на руски: Дрогичин) е град в Беларус, административен център на Дрогичински район, Брестка област. Населението на града е 14 600 души (по приблизителна оценка от 1 януари 2018 г.).

## История
За пръв път селището е упоменато през 1452 година, през 1778 година получава статут на град.